# Helmuth Frahm

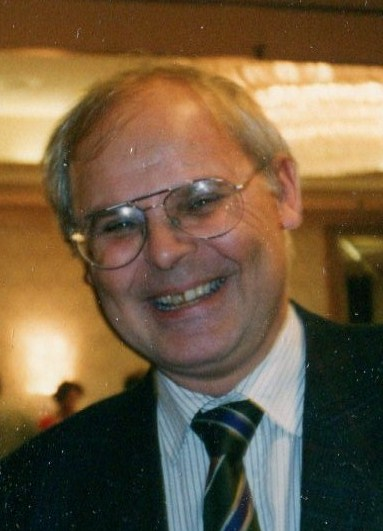
Helmuth Frahm

Helmuth Frahm  (* 21. September 1946 in Hittfeld, Kreis Harburg) ist ein deutscher Lehrer, Hamburger Politiker der SPD, ehemaliges Mitglied der Hamburgischen Bürgerschaft, langjähriges Mitglied im Rundfunkrat sowie im Verwaltungsrat des NDR. Er ist verheiratet mit Rosemarie Raab.

## Leben
Helmuth Frahm wurde in Hittfeld als Sohn eines Zollbeamten geboren, wuchs in Hamburg-Harburg auf und schloss seine Schulzeit dort im Jahre 1966 mit dem Abitur ab. Sein Studium für das höhere Lehramt in den Fächern Englisch und Sozialkunde an der Hamburger Universität unterbrach er 1968 für mehrjährige Studien- und Arbeitsaufenthalte in den USA und in Großbritannien. Nach dem ersten Staatsexamen war er von 1977 bis 1979 als Lehrer am Hittfelder Gymnasium tätig, danach leistete er bis 1981 in Lüneburg sein Referendariat ab und wurde später Studienrat an einer Gewerbeschule im Hamburger Stadtteil Uhlenhorst.

## Politik
Frahm ist Mitglied der SPD seit 1966. Von 1974 bis 1978 war er Mitglied der Bezirksversammlung Harburg, im Juni 1978 wurde er in die Hamburgische Bürgerschaft gewählt. Dort blieb er bis zur Niederlage seines Mandats am 6. September 1985. 1991 wurde er als Nachfolger von Traute Müller nach deren Wahl in den Hamburger Senat zum Vorsitzenden der Hamburger SPD gewählt. Nach längeren Auseinandersetzungen innerhalb des SPD-Landesvorstands trat er im Februar 1994 nicht mehr zur Wiederwahl an.

## NDR-Gremien
Von 1991 bis 2008 gehörte Frahm dem Rundfunkrat des NDR an, zu dessen Vorsitzenden er in den Jahren 1998, 2002 und 2007 gewählt wurde. Im Juni 2008 wurde er in den Verwaltungsrat des NDR berufen und zuletzt am 14. Juni 2013 wiedergewählt. Er ist dort u. a. Mitglied des Finanzausschusses.